# Hyophryne histrio
Hyophryne histrio är en groddjursart som beskrevs av Carvalho 1954. Hyophryne histrio ingår i släktet Hyophryne och familjen Microhylidae. IUCN kategoriserar arten globalt som otillräckligt studerad. Inga underarter finns listade i Catalogue of Life.